# Luke Erenavula
Luke Erenavula (ur. 1 czerwca 1965) – fidżyjski rugbysta grający w formacji ataku, reprezentant kraju zarówno w wersji piętnasto-, jak i siedmioosobowej, triumfator Pucharu Świata 1997, reprezentant Nowej Zelandii, gracz rugby league, następnie trener.
W trakcie kariery sportowej reprezentował w rugby union kluby Ratu Filise Rugby Club, Pukekohe i Old Puget Sound Beach oraz region Counties Manukau w rozgrywkach National Provincial Championship, a także North Sydney w rugby league.
Z przerwami reprezentował Fidżi w rugby siedmioosobowym, następnie występował w nowozelandzkiej kadrze, z którą pod wodzą Gordona Tietjensa m.in. zwyciężył w Hong Kong Sevens w roku 1996. Po powrocie do fidżyjskiej reprezentacji otrzymał w 1997 roku powołanie na Puchar Świata, a jego zespół okazał się niepokonany zdobywając po raz pierwszy Melrose Cup. Po tym turnieju Post Fiji wydała serię znaczków upamiętniającą zwycięską drużynę, w której znajdowali się również Waisale Serevi, Taniela Qauqau, Jope Tuikabe, Leveni Duvuduvukula, Inoke Maraiwai, Aminiasi Naituyaga, Marika Vunibaka, Lemeki Koroi i Manasa Bari.
W pełnej, piętnastoosobowej odmianie w latach 1989–1992 rozegrał dwadzieścia dziewięć spotkań dla fidżyjskiej reprezentacji, w tym siedem testmeczów.
Zajmował się następnie pracą trenerską.